# 沃爾托阿佩鄉
44°11′N 25°12′E / 44.183°N 25.200°E
沃爾托阿佩鄉（羅馬尼亞語：Comuna Vârtoape, Teleorman），是羅馬尼亞的鄉份，位於該國南部，由特列奧爾曼縣負責管轄，面積55平方公里，海拔高度86米，2007年人口3,059，人口密度每平方公里55人。